# پوندرایش
پوندرایش (به آلمانی: Pünderich) یک شهر در آلمان است که در کوخم-تسل واقع شده است. پوندرایش ۹۲۳ نفر جمعیت دارد.